# Yanik Frick
Pour les articles homonymes, voir Frick.
Yanik Frick, né le 27 mai 1998 à Liestal en Suisse, est un footballeur international liechtensteinois, possédant également la nationalité suisse. Il évolue au poste d'attaquant avec l'USD Pont Donnaz Hône Arnad Evançon.

## Biographie

### En club
Yanik Frick rejoint le club du SC Rheindorf Altach lors de l'été 2016.

### En sélection
Avec les moins de 19 ans, il inscrit trois buts lors des éliminatoires du championnat d'Europe, contre la France, Gibraltar, et enfin Andorre.
Il honore sa première sélection en équipe du Liechtenstein le 6 octobre 2016, lors d'un match contre l'Albanie. Ce match perdu 0-2 rentre dans le cadre des éliminatoires du mondial 2018. Le 12 octobre 2019, il inscrit son premier but, face à l'Arménie, permettant à son équipe d'égaliser (1-1). Ce match rentre dans le cadre des éliminatoires de l'Euro 2020. Le 9 septembre 2020, lors de la Ligue des nations, il marque son deuxième but, face à Saint-Marin (victoire 0-2).

## Statistiques
| Saison                | Club                     | Championnat           | Championnat | Championnat | Coupe(s) nationale(s) | Coupe(s) nationale(s) | Liechtenstein | Liechtenstein | Total | Total |
| Saison                | Club                     | Division              | M.          | B.          | M.                    | B.                    | M.            | B.            | M.    | B.    |
| 2016-2017             | SC Rheindorf Altach rés. | Regionalliga          | 13          | 4           | -                     | -                     | 2             | 0             | 15    | 4     |
| Total sur la carrière | Total sur la carrière    | Total sur la carrière | 13          | 4           | -                     | -                     | 2             | 0             | 15    | 4     |

## Vie privée
Il est le fils de Mario Frick, le joueur le plus sélectionné en équipe du Liechtenstein.
Son frère cadet, Noah Frick, est également footballeur international.